# Бабай Великий
Ба́ввай (Ба́бай) Вели́кий (около 551, Бет Забдай — 628, Нисибис) — видный деятель Церкви Востока, несторианский богослов.
Родился в богатой персидской семье. Обучался в нисибинской школе. В 604 стал третьим игуменом монастыря Горы Изла близ Нисибиса. Продолжил преобразование монашества, начатое своими предшественниками. Установил строгую дисциплину среди монахов, восстановил обет безбрачия. В результате большое количество монахов покинуло монастырь.
После смерти католикоса-патриарха Григория I сасанидский царь Хосров II Парвиз препятствовал избранию нового главы Церкви Востока, настаивая на нужных ему кандидатурах. В результате патриарх оставался неизбранным до смерти Хосрова II в 628 году. Для того, что обойти царский запрет, Бабай был избран на должность «инспектора монастырей» и управлял церковью совместно с архидиаконом Мар Абой. После смерти царя Бабая избрали патриархом, но он отклонил избрание и вскоре умер в своей монастырской келье.
В своих богословских трудах Бабай Великий противостоял как монофизитам, так и монофелитам, формально принявшим решения Халкидонского собора, защищал несторианские догматы. В основном своём христологическом труде — «Книге единения» — он синтезировал идеи Феодора Мопсуэстийского, Диодора Тарсийского, Евагрия Понтийского.